# Lomanella balooki
Espèce
Lomanella balooki est une espèce d'opilions laniatores de la famille des Lomanellidae.

## Distribution
Cette espèce est endémique du Victoria en Australie. Elle se rencontre vers Balook et le mont Baw Baw.

## Description
Les mâles mesurent de 2,31 à 2,62 mm de long et de 1,51 à 1,79 mm de large et la femelle 2,61 mm de long et 1,53 mm de large.

## Systématique et taxinomie
Cette espèce a été décrite par Hunt et Hickman en 1993.

## Étymologie
Son nom d'espèce lui a été donné en référence au lieu de sa découverte, Balook.

## Publication originale
- Hunt & Hickman, 1993 : « A revision of the genus Lomanella Pocock and its implications for family level classification in the Travunioidea (Arachnida: Opiliones: Triaenonychidae). » Records of the Australian Museum, vol. 45, no 1, p. 81–119 (texte intégral).